# Beaupuy (Gers)
Beaupuy é uma comuna francesa na região administrativa da Occitânia, no departamento de Gers. Estende-se por uma área de 6.54 km², e possui 197 habitantes, segundo o censo de 2018, com uma densidade de 30 hab/km².